# Budy
Budy (německy Buda) jsou samota, část obce Onomyšl v okrese Kutná Hora. Nachází se asi dva kilometry jihozápadně od Onomyšle.
Budy leží v katastrálním území Onomyšl o výměře 6,08 km².

## Historie
První písemná zmínka o vesnici pochází z roku 1787.